# Správná pětka na ostrově pokladů
Správná pětka na ostrově pokladů (anglicky Five on the Treasure island) je dobrodružná kniha pro děti a mládež z roku 1942, první díl ze série knih o Správné pětce, kterou celkem tvoří 21 knih. Autorkou této série knih je Enid Blyton, britská spisovatelka knih pro děti. V českém překladu Zuzany Ceplové kniha vyšla v roce 1992, vydání ilustroval Stanislav Lajda.
Kniha vypráví o čtyřech dětech a jejich psovi Timovi a o tom, jak společně zažívají mnohá dobrodružství. Tentokrát, a tedy poprvé, se vydávají na prázdniny ke Kirrinskému ostrovu, o kterém ještě netuší, jaká tajemství skrývá. 

## Děj
Rodiče Juliana, Anny a Dicka se rozhodnou poslat děti na prázdniny k tetě Fanny a strýcovi Quentinovi a jejich dceři Georgině, která se ale cítí spíše jako chlapec a proto si nechává říkat George. Všichni jsou vřele přivítáni a jak už to bývá, děti jsou zvídavé a začnou objevovat nové neznámé místo. Během jedné procházky si všimnou Kirrinského ostrova, který je vlastnictvím Georginy rodiny. 
Všechny děti se spřátelí a George se svěří se svým tajemstvím, a to, že má psa Tima, o kterého se jí stará kamarád, protože její rodiče s ním nesouhlasili. Tráví společně mnoho času a jednoho dne se rozhodnou navštívit ostrov, který již dříve viděli a chtěli ho prozkoumat více. Na ostrově je však zastihne bouře. Druhého dne na ostrově, pod vrakem lodi, objeví malou truhlu, kterou vezmou s sebou a později se jim podaří otevřít. Bohužel způsob, kterým truhličku otevřeli způsobil velký hluk, který slyšel jejich strýc a truhlu jim zabaví. 
Julian se zmocní obsahu truhly, když strýc Quentin spí a najde v ní mapu ostrova a v jednom z rohů nápis ingoty (zlaté tyče). Následujícího dne se děti dozví hned dvě zprávy, které je znepokojí, za 1. strýc Quentin prodal truhličku s mapou neznámému sběrateli a za 2., někdo má zájem koupit Kirrinský ostrov. Děti se rozhodnou vydat na ostrov a ještě ho pořádně prozkoumat, objeví zde vchod do sklepení a tajnou místnost, kterou se pokusí otevřít a nakonec se jim to povede. Místnost je plná cenných věcí a děti nemohou uvěřit vlastním očím. 
Vtom se v místnosti objeví dva muži, kteří je uvězní a jelikož v místnosti nejsou všechny děti, donutí je, aby přivolaly i ostatní kamarády. Rozhodnou se napsat vzkaz, ale zároveň chtějí ostatní varovat, proto se George podepíše jako Georgina a doufá, že to pochopí. Julianovi přijde její podpis hned podezřelý a vymyslí plán, jak kamarády osvobodit. Všichni se potom snaží dostat z ostrova pryč, je to ale složité, protože lupiči jim vzali vesla. Nakonec se však všichni v pořádku dostanou domů a i když jsou i zloději z ostrova osvobozeni, rodinné bohatství je zachráněno. Závěrem rodiče dovolí, aby si George nechala u sebe psa Tima.

## Překlad a adaptace
Samotná kniha Správná pětka na ostrově pokladů je překladem britského originálu Five on Treasure island. Má také mnoho tuzemských adaptací, ať je to několik tištěných verzí nebo audioknihy či komiksu. Mezi nejnovější vydání patří komiksová adaptace z nakladatelství Slovart, které se chopili umělci Béja a Nataël.

## Přijetí díla
Michaela Mauerová vydání audioknihy Správné pětky na ostrově pokladů uvítala a ocenila její potenciál pro relaxaci, a to i dospělých posluchačů: "Správnou pětku si pamatuju ještě z knihovny na základní škole, kde byly tyto útlé brožované knížky vystavené na výrazném místě. Tuším, že jsem několik z nich přelouskala, a když jsem byla starší, tak jsem tyto příběhy sledovala v televizi. Proto jsem vydání audioknížky přivítala s nadšením a příliš neváhala si tuto sérii připomenout a odpočinout si od složitější literatury."
Laura King v knize Family Men upozornila na spojení děje knihy s rodinnou pozicí strýce Quentina. Quentin vysvětluje, že ačkoli tvrdě pracoval, jeho povolání akademického vědce mu nepřináší mnoho peněz, a proto nebyl schopen zajistit rodinu tak, jak by si přál, a proto je „podrážděný a má špatnou náladu“. Quentinova neschopnost plnit svou roli otce tím, že se dostatečně zaopatří, poskvrnila rodinný život jemu, jeho ženě Fanny a George. Nyní je jeho rodina finančně zajištěna, díky objevu pokladu na rodinném ostrově může Quentin plnit své otcovské povinnosti a stát se otcem George i jinými způsoby.